# Moses Brown
Moses Shirief-Lamar Brown (Nueva York, Nueva York, 13 de octubre de 1999) es un baloncestista estadounidense que pertenece a la plantilla de los Dallas Mavericks de la NBA. Con 2,18 metros de estatura, ocupa la posición de pívot.

## Trayectoria deportiva

### Instituto
Brown asistió al instituto Archbishop Molloy High School en Queens, y en su segundo año llevó al equipo a la final de la Catholic High School Athletic Association (CHSAA).
Como sénior, y junto a Cole Anthony, lideraron al equipo hasta semifinales de la CHSAA, donde Brown fue nominado MVP de la competición, y fue nombrado McDonald's All-American.

### Universidad
Jugó una temporada con los Bruins de la Universidad de California, Los Ángeles, en la que promedió 9,7 puntos, 8,3 rebotes y 1,9 tapones por partido. Fue incluido en el mejor quinteto de novatos de la Pacific 12 Conference.
Al término de esa temporada se declaró elegible para el Draft de la NBA, renunciando a los tres años que le quedaban de universidad.

#### Estadísticas
| Año     | Equipo | PJ | PT | MPP  | %TC  | %3P | %TL  | RPP | APP | ROB | TPP | PPP |
| ------- | ------ | -- | -- | ---- | ---- | --- | ---- | --- | --- | --- | --- | --- |
| 2018–19 | UCLA   | 32 | 31 | 23.4 | .607 | —   | .352 | 8.3 | .3  | .6  | 1.9 | 9.7 |

### Profesional
Tras no ser elegido en el Draft de la NBA de 2019, disputó las ligas de verano con los Houston Rockets. En septiembre se unió a los Portland Trail Blazers para disputar la pretemporada, y acabó firmando un contrato dual con los Blazers y el equipo de la G League, los Texas Legends.
El 9 de diciembre de 2020 firmó un contrato dual con los Oklahoma City Thunder, que le permite jugar además con los Oklahoma City Blue en la G League. El 28 de marzo, tras unas buenas actuaciones con el primer equipo, los Thunder anuncian su ampliación a un contrato multianual.
Tras una temporada en Oklahoma, el 18 de junio de 2021, es traspasado junto a Al Horford a Boston Celtics, a cambio de Kemba Walker. Pero 13 días después es enviado de Dallas Mavericks.
El 10 de febrero de 2022, tras 26 encuentros, es cortado por los Mavericks. El 10 de marzo, firma un contrato de 10 días con Cleveland Cavaliers. Al término de la temporada, el 28 de junio, es cortado por los Cavaliers.
En julio de 2022 firmó un contrato con Los Angeles Clippers, que posteriormente se convirtió en un contrato dual con Ontario Clippers. El 17 de febrero de 2023, fue cortado por los Clippers. Había estado en activo durante 50 partidos, el límite para un jugador con contrato dual, y los Clippers habrían necesitado firmarle un contrato a final de temporada para retenerlo. En total, disputó 34 partidos con los Clippers, uno de ellos como titular.
El 8 de marzo de 2023 firma un contrato dual con New York Knicks, siendo cortado cuatro días después, habiendo disputado un encuentro con el filial de la G League, los Westchester Knicks. El 16 de marzo firma por 10 días con Brooklyn Nets, con los que disputa dos encuentros.
En agosto de 2023 firma, como agente libre, un contrato de un año con Portland Trail Blazers.
El 9 de octubre de 2024 firma con New York Knicks, pero es cortado al día siguiente. El 28 de octubre se une a su filial, los Westchester Knicks. Tras cuatro encuentros con los Knicks en la G League, el 20 de noviembre, firma con Indiana Pacers. Disputa nueve encuentros antes de ser cortado el 9 de diciembre. Seis días más tarde regresó a los Westchester Knicks. El 19 de febrero de 2025 firma un contrato de 10 días con Dallas Mavericks.

## Estadísticas de su carrera en la NBA

### Temporada regular
| Año     | Equipo        | PJ  | PT | MPP  | %TC  | %3P | %TL  | RPP | APP | ROB | TPP | PPP  |
| ------- | ------------- | --- | -- | ---- | ---- | --- | ---- | --- | --- | --- | --- | ---- |
| 2019-20 | Portland      | 9   | 0  | 3.7  | .400 | —   | .375 | 1.6 | .1  | .1  | .1  | 1.2  |
| 2020-21 | Oklahoma City | 43  | 32 | 21.4 | .545 | —   | .619 | 8.9 | .2  | .7  | 1.1 | 8.6  |
| 2021-22 | Dallas        | 26  | 1  | 6.5  | .540 | —   | .628 | 2.3 | .0  | .1  | .3  | 3.1  |
| 2021-22 | Cleveland     | 14  | 5  | 12.6 | .638 | —   | .597 | 5.3 | .0  | .2  | .4  | 6.4  |
| 2022-23 | L.A. Clippers | 34  | 1  | 8.5  | .635 | —   | .458 | 4.1 | .1  | .4  | .4  | 4.6  |
| 2022-23 | Brooklyn      | 2   | 0  | 3.0  | —    | —   | —    | .0  | .0  | .5  | .0  | .0   |
| 2023-24 | Portland      | 22  | 5  | 9.1  | .508 | —   | .290 | 3.9 | .3  | .2  | .3  | 3.4  |
| 2024-25 | Indiana       | 9   | 0  | 5.1  | .650 | —   | .600 | 1.4 | .0  | .2  | .1  | 3.2  |
| 2024-25 | Dallas        | 4   | 2  | 18.2 | .724 | —   | .833 | 7.8 | .5  | 1.0 | .8  | 11.8 |
| Total   | Total         | 163 | 46 | 11.7 | .574 | —   | .544 | 4.9 | .2  | .3  | .5  | 5.3  |

## Vida personal
Es hijo de Malcolm Brown y Wanda Williams. Su padre, de 2,01 metros de altura, fue pívot titular en la universidad.